# Видрица (книга)
 Тази статия е за сборника на поп Минчо Кънчев.  За селото в област Перник вижте Видрица .  
„Видрица“ е ръкописна книга на българския революционер и общественик от края на XIX век поп Минчо Кънчев. Представлява сборник от житие, родова хроника, мемоари, дневник, пътеписи, записки и кореспонденция. Ръкописът, който се състои от повече от 2200 страници, е една от последните български илюстровани ръкописни книги. Съхранява се в Българския исторически архив в Народната библиотека в София.
Думата „видрица“ означава малка каца, ведро. В тази връзка авторът сам пояснява избора на заглавието по следния начин:
| „ | Видрицата е едно малко каче с железни халки и с клуп отгоре, което може да събере пет-шест оки вода. Тая видрица носят закачена на ръката си циганките, които ходят от къща в къща, та просят. В нея събират всякакъв материал за ядене: айран, ишумик, сирене, варени тикви, артисала гозбица и прочее, и прочее, каквото си изпроси, та я подарят. И затова моето описание нарекох „Видрица“, защото има описано за българи, даскали, ученици, попове, училища, черкви, войводи, хайдути, дангули, арнаути, разбойници, турци кръвопийци, цигани и прочее. | “ |

Книгата представлява ценно пряко свидетелство за епохата на Българското възраждане с историческите данни, които предоставя за хайдутството, за делото на Васил Левски, за Старозагорското въстание и заточенията в Диарбекир. Наред с тях са представени битът, моралът, обичаите и празниците на българите от XIX век.
Първите опити да бъде публикувана част от книгата прави още Христо Ботев, но без успех. Отделни откъси са издадени едва през 1970-те години, а през 1983 година издателство „Български писател“ публикува първата част на книгата в 20000 тираж. Ръкописите са разчетени и обработени от Кирила Възвъзова-Каратеодорова и Тихомир Тихов. Тази първа част обхваща периода от началото на XVIII век до 18 май 1878 година. През 1985 година последва ново фототипно издание също в 20000 тираж. През 1995 година, по повод 160-годишнината от рождението на автора, е издадена и втората част на „Видрица“, но в силно съкратен вид, в тираж 4000 броя. Тази втора част обхваща последните години от живота на Кънчев, от май 1878 до юни 1901 година.
Пълното издание на книгата излиза едва в 2006 година.

## Галерия
- Илюстровани страници от книгата

- Писмо от заточениците в Диарбекир до Христо Тъпчилещов в Цариград
- Първа страница
- Втора страница
- Трета и последна страница

## Адаптации
По текстове от „Видрица“ от поп Минчо Кънчев и „Факийско предание“ от Балчо Нейков режисьорът Пламен Марков прави театралната постановка „Сънища наяве“.